# Крутоярка (Лозівський район)
Крутоя́рка — село в Україні, у Лозівському районі Харківської області. Входить до складу Олексіївської сільської громади. Населення становить 28 осіб. Колишній орган місцевого самоврядування — Картамиська сільська рада.

## Географія
Село Крутоярка знаходиться за 4 км від річки Лозовенька і за 6 км від річки Берека. На відстані 3 км розташоване село Картамиш.

## Історія
1931 — дата заснування.
Під час організованого радянською владою Голодомору 1932—1933 років померло щонайменше 116 жителів села.